# Старовеличковская
Старовели́чковская — станица в Калининском районе Краснодарского края Российской Федерации. Административный центр Старовеличковского сельского поселения.

## География
Станица расположена в степной зоне, на правом берегу реки Понура, в 2-х км от юго-восточной окраины районного центра — станицы Калининской. Железнодорожная станция «Величковка» Северо-Кавказской железной дороги, находится в пределах станицы, расположена на линии Тимашёвск — Славянск-на-Кубани — Крымск.

## История
Своё историческое название станица унаследовала от Величковского куреня (его первый куренной атаман — казак Величко) — одного из 38-ми куреней Запорожской Сечи, существовавшей с середины XVI века до 1775 года. Все эти курени в 1788—1792 гг. были возрождены в составе Черноморского казачьего войска (ЧКВ) в Приднестровье, а в 1792—1793 гг. переселились на Кубань — на подаренные казакам Екатериной Великой земли.
 Весной 1794 г. казаки Величковского куреня основали своё первое куренное селение — на правом берегу пограничной в те годы реки Кубани — в 8-и верстах ниже Екатеринодара (на месте нынешней станицы Елизаветинской). К концу XVIII века в селении было построено несколько ветряных мельниц, десятки добротных домов, мастерских, а также деревянная Варваринская церковь.
 Собственно история этой станицы начинается с весны 1808 г., когда её казаки, получив разрешение Войскового атамана Бурсака, оставили своё приграничное селение из-за близости войны и основали новое Величковское куренное селение — на правом берегу Понуры. В том же году и по той же причине казаки Поповичевского куреня тоже переселись на правый берег Понуры, а Роговского, Тимашёвского и Медведовского куреней осели на берегах более полноводной реки Кирпили.
Прибывшие на Кубань в 1809—1811 гг. организованные переселенцы из Полтавской и Черниговской губерний, существенно пополнили численный состав всех куреней ЧКВ. То же повторилось в 1821—1823 гг., когда из тех же мест на Кубань прибыли переселенцы третей волны. Они не только влились в состав существующих куренных селений, но и организовали 18 новых селений. Одним из них стало расположенное чуть выше по течению Понуры Нововеличковское куренное селение. Казакам-величковцам ничего не оставалось, как прибавить к названию своего куренного селения приставку «Старо-», и оно стало Старовеличковским.
 С 1842 г. все куренные селения стали называть станицами. Так появились станицы Старовеличковская, Нововеличковская, а также Поповичевская, Тимашёвская, Медведовская и т. д. К тому времени станиц на Кубани было 64.
 Лишь к 1827 г. казаки Старовеличковского куреня построили в своём селении первую деревянную церковь, а в 1895 г. — другую. Они получили названия: Старо-Варваринская и Ново-Варваринская. Обе они были разрушены воинствующими атеистами после голодомора 1932—1933 гг.
```
В 1842—1924 гг. станица называлась просто: «Старовеличковская Таманского отдела, Кубанской области». В 1924—2004 гг. она была станицей Старовеличковской одного района, носившего названия — Поповичевский (до 1934 г.), Кагановичевский (до 1957 г.), Калининский (в 1957—1963 и с 1978 г.).
```

Великая Отечественная война оставила неизгладимый след в жизни станицы. Самый острый её период — фашистская оккупация станицы, которая продолжалась с 7 августа 1942 года по 12 февраля 1943 года. Её освободителями стали пехотинцы Красной Армии, прибывшие пешим порядком из станицы Тимашёвской….
| 1939    | 1959    | 1979    | 2002    | 2010    | 2012    | 2013    | 2014    | 2015    |
| ------- | ------- | ------- | ------- | ------- | ------- | ------- | ------- | ------- |
| 9224    | ↘7885   | ↗10 133 | ↗12 944 | ↗13 459 | ↗13 498 | ↗13 594 | ↗13 674 | ↗13 817 |
| 2016    | 2017    | 2018    | 2019    | 2020    | 2021    | 2023    |         |         |
| ↗13 896 | ↗13 920 | ↘13 885 | ↗14 037 | ↗14 085 | ↗14 310 | ↘14 185 |         |         |